# Charles Duncombe (2e comte de Feversham)
Pour les articles homonymes, voir Duncombe.
Charles William Reginald Duncombe, 2e comte de Feversham, né le 8 mai 1879 et mort à Flers le 15 septembre 1916,, est un soldat et homme politique britannique.

## Biographie
Charles Duncombe est le fils de William Duncombe, député conservateur à la Chambre des communes, et le petit-fils de William Duncombe, député conservateur puis fait 1er comte de Feversham à la Chambre des lords en 1868. Le père et le grand-père du 1er comte sont également députés conservateurs. La mère de Charles Duncombe, Lady Muriel, est la fille du 19e comte de Shrewsbury. Le garçon est éduqué au collège d'Eton, comme bon nombre des fils de l'aristocratie, puis obtient en 1901 un diplôme de Bachelor of Arts au collège Christ Church de l'université d'Oxford, suivi d'une Maîtrise des arts. De 1902 à 1905 il est secrétaire privé de William Palmer, 2e comte de Selborne, premier Lord de l'Amirauté (ministre de la Marine) dans le gouvernement conservateur du marquis de Salisbury,.
Il rejoint le régiment de cavalerie des Yorkshire Hussars en 1898, et y demeure tout en entamant une carrière politique. Sous l'étiquette lui aussi du Parti conservateur, il est élu député de la circonscription de Thirsk-et-Malton à la Chambre des communes aux élections législatives de 1906. Il est réélu aux élections de janvier 1910, et conserve également son siège aux élections anticipées en décembre de cette même année,. « Très bon orateur » et très au fait des questions agricoles, c'est un député actif, défendant ce qu'il perçoit comme étant les intérêts du monde rural et posant de nombreuses questions aux ministres du gouvernement libéral du Premier ministre Herbert Asquith. Il s'oppose à l'idée du droit de vote des femmes, et à l'introduction en 1911 d'un salaire pour les parlementaires, mesure qui vise à faciliter l'entrée au Parlement de représentants de la classe ouvrière.
À l'entame de la Première Guerre mondiale, il est déployé avec les Yorkshire Hussars à Ypres. Son père étant mort jeune, il hérite du titre de comte de Feversham à la mort de son grand-père en janvier 1915. Désormais pair héréditaire à la Chambre des lords, il doit renoncer à son siège à la Chambre des communes. De retour un temps en Angleterre pour assumer ses nouvelles responsabilités de comte, il est chargé de former un « bataillon de fermiers » du nord du pays. Ce bataillon, entraîné au combat dans les jardins de son manoir à Duncombe Park, est placé sous son commandement et devient le 21e bataillon du régiment d'infanterie le Corps royal des fusiliers du Roi. Promu lieutenant-colonel, Charles Duncombe est tué, atteint d'une balle à la tête, à la bataille de Flers-Courcelette en septembre 1916. Son corps n'est retrouvé et identifié que plusieurs semaines après sa mort, et il est inhumé initialement dans un champ, aux côtés de son lévrier écossais, qu'il avait emmené dans les tranchées et qui y est mort également. Après la Seconde Guerre mondiale, sa dépouille est déplacée et enterrée au cimetière militaire britannique de Flers, dans la Somme,,. Il est l'un des quarante-trois parlementaires britanniques morts durant la Guerre et commémorés par un mémorial à Westminster Hall, dans l'enceinte du palais de Westminster où siège le Parlement.
Il laisse trois enfants : une fille (l'aînée) et deux fils. C'est son fils Charles, âgé de dix ans, qui devient le 3e (et dernier) comte de Feversham et fera par la suite carrière comme pair conservateur à la Chambre des lords,,.